# Irichohalticella rubricornis
Irichohalticella rubricornis är en stekelart som först beskrevs av Alan Parkhurst Dodd 1915.  Irichohalticella rubricornis ingår i släktet Irichohalticella och familjen bredlårsteklar. Inga underarter finns listade i Catalogue of Life.